# مولي دينين
مولي دينين هي مصورة سينمائية كندية، ولدت في 7 مارس 1959 في تورونتو في كندا.

## وصلات خارجية
- مولي دينين على موقع IMDb (الإنجليزية)
- مولي دينين على موقع أول موفي (الإنجليزية)
- مولي دينين على موقع قاعدة بيانات الفيلم (الإنجليزية)
- مولي دينين على موقع كينوبويسك (الروسية)